# Mortal Love
Mortal Love — норвежская метал группа, основанная в городе Эльверум в 2000 году. Звучание объединяет использование сопрано и тенор вокалов, акцент на постоянной ритм-секции с тяжелыми гитарами, мелодиями пианино и синтезатора. Из трех изданных альбомов, которые лирически касались любви и неудачных отношений, изданных в качестве трилогии, можно наблюдать связь, если объединить их названия — «All the Beauty…» «I Have Lost…», «Forever Will Be Gone» — Все прекрасное, потерянное мной, исчезнет навсегда. Последний альбом трилогии группа выпустила 22 сентября 2006 года.

## Описание
21 ноября 2010 года на своем сайте группа объявила, что они имели более 50 новых песен, и 10 из них для выпуска нового альбома. Однако, в сообщении было так же указано, что их звучание изменилось, став менее тяжелым, из-за чего лейбл Massacre Records отказался финансировать и выпускать альбом. Группа объяснила, что изучает и другие варианты, например, записать и выпустить альбом по частям.
8 июля 2011 года на официальном сайте появилось сообщение о том, что группа взяла перерыв на неопределенный срок. Отметив в причинах, что коллектив ищет своё направление и борется, пытаясь сбалансировать личную жизнь и карьеру музыканта. Было объявлено, что решение принято при обоюдном согласии всех участников коллектива. До истечения их контракта с лейблом Massacre Records, в ноябре этого года. После распада группы, страницы участников социальных сетях по-прежнему обновляются, с определенной регулярностью, по состоянию на январь 2013.
Гитарист Rain6 (Lars Bæk) основал свой музыкальный проект CASCAM ,  уклонившись от хеви-метала в сторону синтипоп звучания. Другие члены группы сообщили, что заняты своими личными делами, хотя давали смутные намеки на будущие проекты.

### Состав
- Cat  (Catherine Nyland) — вокал
- Lev (Hans Olav Kjeljebakken) — бас
- Rain6 (Lars Bæk) — гитара и программирование
- Damous (Pål Wasa Johansen) — ударные
- Mulciber (Ole Kristian Odden) — клавишные и программирование

### Бывшие Участники
- Gabriah (Ørjan Jacobsen) — гитара

## Дискография

### Студийные альбомы
- All the Beauty… (2002)
- I Have Lost… (2005)
- Forever Will Be Gone (2006)

### Видеоклипы
- Adoration Архивная копия от 15 октября 2016 на Wayback Machine (2005)

### Мини альбомы (Ep)
- Adoration (2005)

### Синглы
- Adoration (2005)
- Crave Your Love (Acoustic version) (2009)

### Сборники
- Best of the Trilogy… All the Beauty I Have Lost Forever Will Be Gone (2011)

### Официальные
- Официальный сайт Архивная копия от 17 декабря 2011 на Wayback Machine
- Mortal Love на Facebook
- Motal Love в Архивная копия от 27 февраля 2017 на Wayback Machine Twitter
- Видеоканал на Архивная копия от 29 сентября 2016 на Wayback Machine youtube

### Неофициальные
- Интервью Rain6 для lebmetal.com Архивная копия от 18 апреля 2015 на Wayback Machine  (англ.)
- Интервью Lev на powerofmetal Архивная копия от 30 июля 2016 на Wayback Machine  (англ.)
- Интервью Lev 14 апреля 2005 (недоступная ссылка)  (англ.)
- Интервью Cat и Lev для Andreas Ohle (недоступная ссылка)  (англ.)
- Интервью Mortal Love 14 мая 2005 на Metal-Inside  (нем.)
- Интервью с Lev, о I have Lost... Архивная копия от 4 марта 2016 на Wayback Machine  (нем.)
- Last FM Архивная копия от 9 сентября 2014 на Wayback Machine